# Guvernoratul Helwan
Guvernoratul Helwan (în arabă حلوان) este o unitate administrativă de gradul I, situată  în  partea de nord a Egiptului. Reședința sa este orașul Helwan.